# 中国政法大学
中国政法大学，简称法大，是位于北京的部市共建教育部直属政法类高等院校，是原“211工程”中唯一的政法类高校，“985工程优势学科创新平台”，“2011计划”和“111计划”（高校学科创新引智计划）重点建设高校，国家“双一流”建设高校。
学校以法学学科为特色和优势，兼有政治学、经济学、管理学、文学、历史学、哲学、教育学、理学、工学等学科，致力于推进人文社会科学多学科发展
，被前国务院总理温家宝以及副总理李岚清等党和国家领导人誉为“中国法学教育的最高学府”，在中国和世界法律院校内享有盛名。
学校的前身是1952年全国院系调整中由北京大学、清华大学、燕京大学、辅仁大学四校的法学、政治学、社会学等学科组合而成的北京政法学院，1960年成为全国重点大学，“文革”中学校停办，1978年复办。1983年，北京政法学院与中央政法干校合并，组建成立现在的中国政法大学。

## 历史

### 北京政法学院
1952年，中国进行高等院校院系调整，按照“每大区如有条件具备时，得单独设立政法院校”的原则，合并大区范围内综合性大学的法学院系成立独立的政法学院。因此，在北京大学法律系、北京大学政治系、燕京大学政治系、辅仁大学社会学系、清华大学政治系的基础上合并成立了“北京政法学院”。新建成的北京政法学院与北京大学、中央财经学院（今中央财经大学）共用沙滩校区，注册办学地址为北大红楼。
1952年8月23日，“北京政法学院筹备委员会”宣告成立，委员会由钱端升、韩幽桐、陈传纲、朱晏、戴铮、刘昂、费青、严景耀、于振鹏、程筱鹤、夏吉生11名委员组成，钱端升任主任委员，韩幽桐任副主任委员。1952年9月16日，教育部向中央人民政府政务院文化教育委员会呈报《关于成立北京政法学院的请示》。9月27日，政务院文化教育委员会作出了“文教办徐字第364号”的复函，批复“拟予同意”。1952年11月24日，北京政法学院在沙滩的小礼堂隆重举行了成立典礼。1953年1月14日，中央人民政府主席毛泽东签署任命状，钱端升担任学院首任院长。此外还任命了党组书记、第一副院长武振声，教务长刘昂，副教务长雷洁琼、费青。
建立之初的北京政法学院的全部学员、学生被分为六个班，其中第一、二、三班称专修科，是调干培训班，学员是战争年代参加革命的地方干部，转到政法战线后进修学习，学制一年；第四、第五是院系调整前原四校大二、大一学生，1952年夏季报考北京大学法律系、清华大学政治学系被录取的新生150余人大多编入六班，学制后定为两年。
为缓解学院办学资源和空间的紧张，1954年2月12日，学校迁址至学院路。学院路校区的建设由工人和在校师生合作完成，在荒地上先后建起三座宿舍楼（一、二号楼为学生宿舍，三号楼为教师宿舍）；联合楼（今海淀校区主楼，供学校各部门办公和学生上课的教室使用）；礼堂和膳厅（今海淀校区礼堂和多功能厅）。
1954年开始，学校招生正式改为四年制本科，称“政法系”，课程主教新中国法律、政治相关情况。由于学校在1958年被下放至地方管理，学生人数下降，学校又建立起“政教系”并考虑更名为“北京文法学院”，但更名计划未能实现，政教系也在一段时间后停办。学校的教学也受到苏联部分法律专家的援助，如刑法的弗·耶·楚贡诺夫、民法的玛·雅·克依里洛娃。
1960年，学校被确立为全国重点大学。1966年，北京政法学院因“文化大革命”停止招生，1970年正式撤销，大多教师下放到安徽组建五七干校，少部分留在北京被安排至其他单位工作。
1978年8月5日，根据最高人民法院、最高人民检察院、公安部、教育部发布的《关于国务院批准恢复北京、西北政法学院的通知》，北京政法学院复办。复办的北京政法学院以本科教育为主，在复办的第一年也培养了35名研究生，分属法律、政治经济学和哲学三专业。

### 中国政法大学
随着改革开放对中国法制体系重建以及政治体制改革对完善法律的需求，1982年1月，中共中央在《关于加强政法工作的指示》中再次强调，要恢复与扩大建设政法院校、政法干校、公安学院、警察学校、司法学校和各种训练班，大力加强干部的培训，要抓紧筹办中国政法大学，把它建成我国政法教育的中心。考虑到建设大学的成本以及其他因素，“中国政法大学”最终通过合并北京政法学院与中央政法干部学校得以组建。1983年5月7日，中国政法大学成立大会在公安部礼堂隆重召开。中央书记处书记陈丕显、胡启立等及中央政法委、中宣部、最高人民法院、最高人民检察院、公安部、教育部、司法部、民政部、北京市等有关部门负责人以及法学界知名人士（含曾在北京政法学院工作过的教授）出席大会。新成立的中国政法大学由邓小平亲自选任校长并为学校题写校名。
由于旧有校区难以承载日益增长的学生数量，1984年，学校决定在北京昌平县城（今北京市昌平区城北街道）建设新的校区。该校区于1986年6月7日奠基，1987年9月启用，由于该校区第一批学生为1987级学生，加之当时昌平尚属郊区，学校周边荒凉，1987级校友因此被称为昌平校区的“拓荒者”，现昌平校区中心有87级校友联名捐赠的石刻雕像“拓荒牛”以作纪念。
1989年，北京发生六四事件。由于六四事件攸关中国的政治体制改革，因此，中国政法大学的许多师生直接或间接地参与了此次运动，被广泛相信是当时参与的主力之一。学校在该事件后陷入发展低谷。其后1997年中共十五大召开，“中华人民共和国实行依法治国，建设社会主义法治国家”相关表述被写入宪法，依法治国成为中国的基本国策，使中国政法大学得到复苏的机会。但在211工程的申报中，中国政法大学和西南政法大学陷入争斗，阻碍前者及时进入该工程，使学校未能较快恢复。但是，学校大批学者仍对中国法律的现代化做出了杰出的贡献。
2000年，在中国高等教育改革过程中，中国政法大学由司法部整体划归给了教育部。2001年9月，徐显明担任中国政法大学校长，他在法大推行了一系列改革，极大地促进了中国政法大学的现代化发展，恢复了学校的威望。在他的治理下，法大涌现出一批有影响力的公共知识分子，他们在中国公民社会和法治社会的建设过程中体现出了勇气和智识。学校还于2005年成功进入211工程。
2008年5月4日，时任国务院总理温家宝访问中国政法大学。他强调“中国政法大学是我们全国最高的培养法律人才的学府，学校承担着重大而特殊的责任”，称中国政法大学为“培养法律人才的摇篮”、“培训法律干部的基地”和“进行全民普法教育的学校”。
2012年，教育部发布第三轮学科评估结果，中国政法大学的法学在全国高校中排名第二，得分为92分（排名居首的是中国人民大学法学专业，得分95分）。2017年，教育部发布第四轮学科评估结果，中国政法大学的法学被评为A+（仅中国人民大学、中国政法大学获此成绩）。
2017年5月3日，中共中央总书记、中国国家主席习近平考察中国政法大学昌平校区并发表重要讲话。同年，学校进入“双一流”工程，法学获评“双一流”建设学科。
2020年8月3日，中国政法大学成为中国全国人大常委会法制工作委员会立法联系点。
2022年，学校获评第二轮“双一流”建设高校，法学为该轮“双一流”建设学科。
2024年9月，国家主席习近平签署主席令，授予学校终身教授张晋藩“人民教育家”国家荣誉称号。

## 发展现状

### 学校与学科建设
目前，中国政法大学为教育部直属高校，“双一流”成员高校（法学为一流学科），前211工程成员高校，“985”优势学科创新平台建设高校，2011计划成员高校，“111计划”获立项高校。
学校以法学为主要学科和优势学科（法学为一级学科国家重点学科，政治学为一级学科北京市重点学科）。现有法学、政治学、哲学、马克思主义理论、理论经济学、纪检监察学6个一级学科博士学位授权点（学术型）、2个博士专业学位授权点、42个二级学科博士学位授权点（学术型）；16个一级学科硕士学位授权点（学术型）、15个硕士专业学位授权点、77个二级学科硕士学位授权点（学术型）；4个博士后科研流动站。
截至2024年9月，学校现有学生18246人，其中本科生9992人、硕士研究生6534人、博士研究生1720人；专任教师1028人，其中教授336人、副教授392人，博士生导师301人、硕士生导师816人，博士学位获得者占比达90%。现任校长是马怀德教授。
根据QS世界大学排名2024，中国政法大学的排名在1201-1400间。学校“法律与法律研究”世界排名在71位。而根据软科“2023中国大学排名”，中国政法大学的全国参考排名为50，其中政法类大学排名第1，法学在“2023中国最好学科排名”中获第1。

### 国际交流

#### 概况
早在改革开放之初，中国政法大学就致力于与国际社会进行交流与合作，并取得了许多成就。
80年代初，学校作为中方代表之一参加了“中美法律教育交流委员会”（CLEEC）。该项目从1982年到1995年持续了十余年，为学校培养了一批法律人才。
中国政法大学曾是中国开放外国学生来华留学后，为数不多可以招收留学生的法律院校之一。早期获得中国法学硕、博士学位的留学生有相当一部分毕业于此。
对标中欧国际工商学院，中国政法大学于2008年秋与欧盟合作成立中欧法学院，是第一所获得中华人民共和国教育部批准的“中外合作办学”的法学院。时任国务院副总理李克强和时任欧盟委员会主席巴罗佐莅临学院成立庆典并致辞。

#### 校际交流院校
中国政法大学目前已与58个国家和地区的306所大学与科研机构、国际/区域组织、教育基金会、高校合作联盟/机构、社会机构建立了不同层次的交流合作关系，并由校方组织并实施学生海外学习计划，每年派出数百名学生前往海外学习或实习。
与中国政法大学合作院校参考名单如下：
- 美国 乔治城大学、圣路易斯华盛顿大学、埃默里大学、加州大学戴维斯分校、加州大学伯克利分校、加州大学长滩分校、加州大学圣地亚哥分校、加州大学圣地亚哥分校、加州大学洛杉矶分校、加州大学圣巴巴拉分校、加州大学河滨分校、加州大学欧文分校、印第安纳大学布鲁明顿分校、福德汉姆大学、俄亥俄州立大学、威廉玛丽学院、佛蒙特法学院（英语：Vermont Law and Graduate School）、南方卫理公会大学、密歇根大学、密歇根州立大学、宾夕法尼亚州立大学、伊利诺伊大学香槟分校、杜肯大学、旧金山大学、杜兰大学、布鲁克林法学院、马里兰大学、爱达荷学院（英语：College of Idaho）、韦恩州立大学、洛约拉马利蒙特大学、哥伦比亚大学、威廉·米切尔法学院（英语：Mitchell Hamline School of Law）、凯斯西储大学、密苏里州立大学、普渡大学、东卡罗来纳大学、德保尔大学、南加州大学、俄亥俄大学、康涅狄格大学、天普大学、鲍林格林州立大学、底特律大学、叶史瓦大学
- 加拿大 蒙特利尔大学、圣托马斯大学（英语：St. Thomas University (Canada)）、西安大略大学、达尔豪斯大学、渥太华大学、萨斯喀彻温大学、英属哥伦比亚大学
- 墨西哥 科利马大学（英语：University Of Colima）、墨西哥国立自治大学、自动化科技信息学院（英语：Instituto Tecnológico Autónomo de México）
- 古巴 哈瓦那大学
- 西印度群岛大学凯夫希尔分校
- 巴西 里约热内卢热图利奥•瓦加斯基金会（英语：Fundação Getulio Vargas）（圣保罗校区、里约校区）
- 阿根廷 奥斯特拉尔大学（英语：Austral University (Argentina)）
- 秘魯 皮乌拉大学、天主教大学
- 智利 瓦尔帕莱索天主教大学（英语：Pontifical Catholic University of Peru）、智利首都技术大学（英语：Metropolitan University of Technology）
- 玻利维亚 国家法官学院
- 邦德大学、蒙纳什大学、格里菲斯大学、新南威尔士大学、昆士兰大学、澳大利亚国立大学、悉尼大学、墨尔本大学、阿德莱德大学、卡内基梅隆大学澳洲分校、西悉尼大学、悉尼科技大学
- 新西兰 奥克兰大学、惠灵顿维多利亚大学、坎特伯雷大学
- 英国 埃克塞特大学、利兹大学、牛津大学（奥利尔学院、圣艾德蒙学院、伍斯特学院）、伦敦大学亚非学院、班戈大学、格拉斯哥大学、斯特拉斯克莱德大学、斯旺西大学、纽卡斯尔大学、布里斯托尔大学、诺丁汉特伦特大学、曼彻斯特大学、雷丁大学、贝尔法斯特女王大学、伦敦玛丽女王大学、肯特大学
- 爱尔兰 都柏林大学、都柏林圣三一学院、科克大学
- 荷蘭 鹿特丹伊拉斯谟大学、蒂尔堡大学、莱顿大学、格罗宁根大学、阿姆斯特丹自由大学、马斯特里赫特大学
- 義大利 罗马第一大学、罗马第二大学、比萨圣安娜高等师范学校、博洛尼亚大学、罗马外国语大学（英语：International University of Rome）、帕多瓦大学、布雷西亚大学法学院、罗马路易斯大学
- 德国 汉堡大学、柏林洪堡大学、法兰克福大学、科隆大学、弗莱堡大学、慕尼黑大学、明斯特大学、耶拿大学、亚琛工业大学、锡根大学、EBS商学院、拜罗伊特大学
- 奥地利 维也纳大学、格拉茨大学、维也纳经济大学
- 波蘭 华沙大学、罗兹大学、西里西亚大学（英语：University of Silesia in Katowice）、雅盖隆大学、波兹南亚当·密茨凯维奇大学
- 羅馬尼亞 布加勒斯特大学、罗美大学（英语：Romanian-American University）
- 保加利亚 索非亚大学
- 捷克 查理大学
- 斯洛維尼亞 卢布尔雅那大学
- 萨格勒布大学、奥西耶克大学（英语：University of Osijek）
- 立陶宛 维陶塔斯大帝大学
- 匈牙利 厄特沃什·罗兰大学、中欧大学、布达佩斯考文纽斯大学、塞格德大学
- 瑞士 伯尔尼大学、卢塞恩大学、洛桑大学、弗里堡大学
- 法國 巴黎第一大学、巴黎第二大学、艾克斯-马赛大学、蒙彼利埃大学、巴黎第十一大学、波尔多大学、斯特拉斯堡大学、巴黎第八大学、里昂第二大学、昂热大学
- 比利时 蒙斯大学、布鲁塞尔自由大学 (荷兰语)、布魯塞爾自由大學 (法語)、鲁汶大学、维萨留斯学院、根特大学
- 挪威 奥斯陆大学、卑尔根大学
- 瑞典 乌普萨拉大学、隆德大学、斯德哥尔摩大学
- 丹麦 哥本哈根大学、奥胡斯大学
- 芬兰 坦佩雷大学、圖爾庫大學、赫尔辛基大学
- 冰島 阿克雷里大學、雷克雅未克大學
- 西班牙 马德里自治大学、巴塞罗那自治大学、IE大学、德乌斯托大学、庞培法布拉大学、ESADE商学院（英语：ESADE）、卡米亚斯大主教大学（英语：Comillas Pontifical University）
- 葡萄牙 葡萄牙天主教大学、里斯本大學、科英布拉大學
- 希腊 塞萨洛尼基亚里士多德大学
- 俄羅斯 圣彼得堡国立大学、内务部圣彼得堡大学、莫斯科国立法律大学、贝加尔国立经济法律大学（英语：Baikal State University）、司法部法律学院、远东联邦大学、莫斯科国立大学、高等经济大学、俄罗斯联邦政府财政金融大学、乌拉尔国立法律大学（英语：Ural State Law University）
- 白俄羅斯 白俄罗斯国立大学
- 乌克兰 基辅大学
- 日本 福冈大学、名古屋大学、冈山大学、中央大学、名古屋经济大学、立命馆大学、大阪大学、一桥大学、早稻田大学、同志社大学、东北大学、山梨学院大学
- 中央大学、国际法律经营大学院大学、高丽大学、灵山大学（英语：Youngsan University）、朝鲜大学、庆北大学、庆熙大学、梨花女子大学、亚洲大学
- 新加坡 新加坡国立大学、南洋理工大学、新加坡管理大学
- 越南 河内法律大学、河内国家大学
- 印度 金德尔大学（英语：O. P. Jindal Global University）、阿米提大学（英语：Amity University, Noida）
- 马来西亚 马来西亚国立大学、拉曼大学
- 泰國 格乐大学、曼谷吞武里大学（英语：Bangkokthonburi University）
- 哈萨克斯坦国立大学、納爾霍茲大學
- 沙烏地阿拉伯 伊玛目穆罕默德·本·沙特伊斯兰大学
- 土耳其 伊斯坦布尔大学、安卡拉大学、科奇大学（英语：Koç University）、伊斯坦布尔理工大学
- 以色列 特拉维夫大学
- 賽普勒斯 塞浦路斯尼科西亚大学（英语：University of Nicosia）
- 阿联酋 沙迦大学（英语：University of Sharjah）
- 突尼西亞 马纳尔大学（英语：Tunis El Manar University）
- 埃及 苏伊士运河大学（英语：Suez Canal University）
- 香港 香港大学、香港科技大学、香港中文大学、香港城市大学、香港树仁大学、香港理工大学
- 澳門 澳门大学、澳门科技大学、澳门城市大学
- 臺灣 东吴大学、国立政治大学、中国文化大学、国立中正大学、国立台北大学、世新大学、义守大学、国立台湾大学、国立高雄大学、东海大学、国立成功大学、铭传大学、国立金门大学、国立清华大学、实践大学、开南大学、中央研究院法律学研究所

## 校园文化

### 校训
徐显明校长主持中国政法大学期间，拟定了“厚德、明法、格物、致公”的校训，该校训被多方人士指摘，但逐步被广大学子接受。
在征集校训期间，舒国滢教授曾将校名拆为“弘中华国志，通政情法义，求大道学术”，此种说法获得一些校友的认同，也有人提议将江平先生“只向真理低头”的格言作为校训，最后均未被采纳。

### 学生社团
法大的学生社团较多。社团主要在学生社团联合会的指导下开展各项学生活动，且会以年为周期开展社团评优工作。
截至2021年9月，法大仍然活动的社团有：
学术科技类：法律评论社、网络与智能法研究会、案例研究会、国际时政论坛、光政辩论协会、网络犯罪与法治实务研究社、“薪火”历史文化研习社、英语辩论社、英语协会、日本语协会、英语写作协会、体育法协会、星道天文社、法语协会、德语社
文化体育类：棋牌协会、电子竞技社、书画艺术协会、X-Hand手部极限运动、篮球裁判协会、CUPL Goebel街舞社、天空印象美工社、邦锦梅朵协会、足球协会、国标舞协会、净行社、万里自行车协会、棒垒球协会、清韵雅音陶笛、羽毛球协会、木头人吉他社、345诗社、藤球协会、正大琴社、跆拳道协会、定向越野协会、京华戏剧社、声动朗诵协会、阿里郎文化交流协会、电影协会、心理协会、军事爱好者协会、风云动漫社、GreenLight绿光啦啦队、乒乓球协会、演说协会、推理协会、篮球协会、网球协会、x-self轮滑社、排球协会、礼射研习协会、武术协会、岭南文化协会
创新创业类：创新协会、创业协会、YEAc创客、职业发展协会
思想政治类：马克思主义协会、知行社
公益志愿类：新长城自强社、国际交流协会、西部志愿者协会、图学会、益行人、DreamOut、灵心手语协会、准律师协会、农村与法治研究会、强军协会、绿色先锋志愿者协会、情·理·法工作协会、绿色家园环保协会
其他：教与学互助会、求是社、摄影协会
每个社团的概况会在每届新生入学时，通过社团成员“刷寝”（挨个寝室介绍自己所处社团并发放宣传资料）、“百团大战”（在特定日期，由各社团或各学生组织在学校操场摆摊，向前来参观的同学介绍社团）和通过各类渠道发放其他宣传资料等方式介绍给在校同学。

### 校园环境

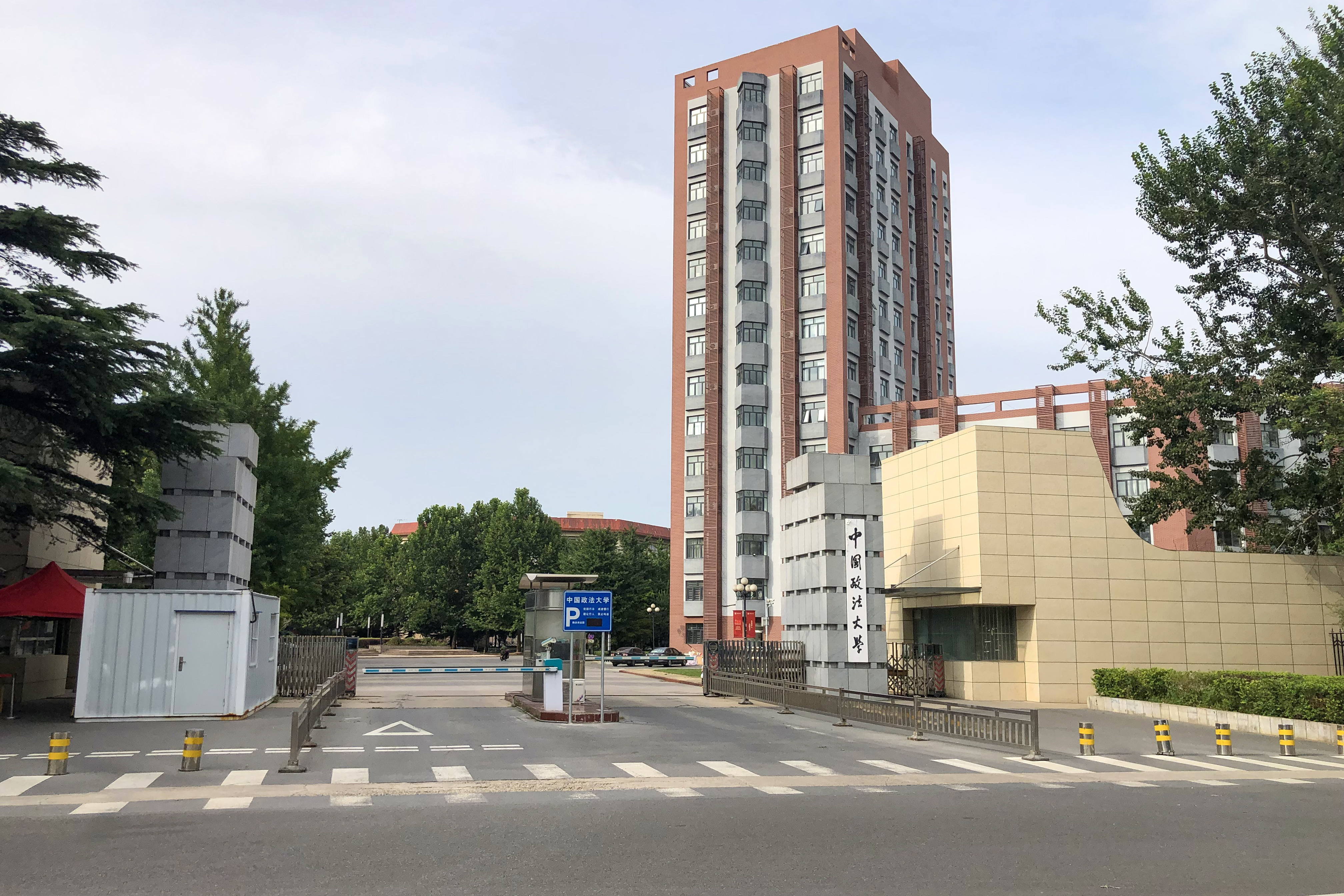
中国政法大学昌平校区正门（本科生院、新校区）

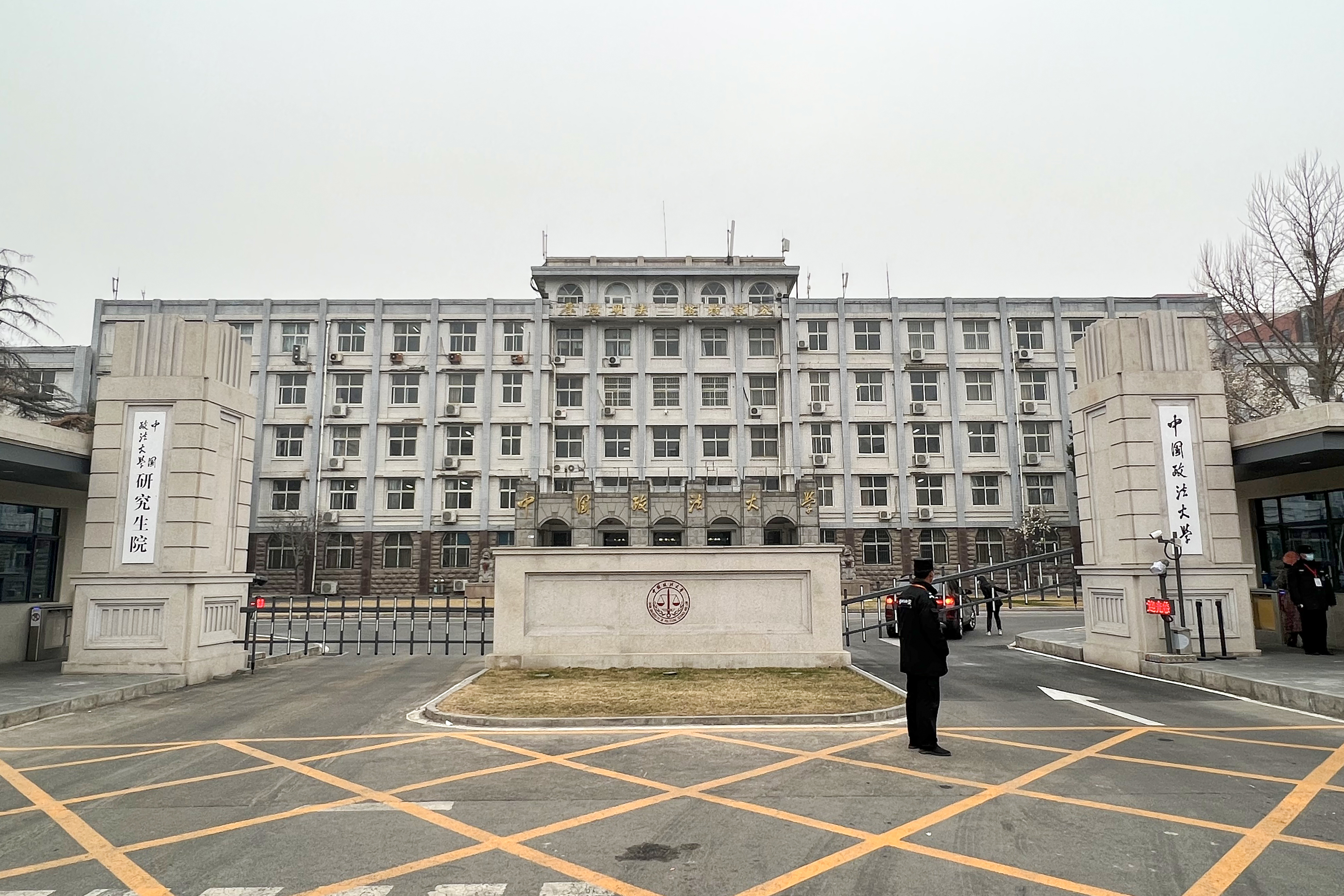
中国政法大学海淀校区正门（研究生院、老校区）

中国政法大学有两个校区，分别为昌平校区（本科生院，部分研究生也在此完成学业）和海淀校区（研究生院）。

## 组织机构

### 历任校长
| 姓名       | 任期                   |
| 钱端升院长 | 1952年8月 - 1958年     |
| 曹海波院长 | 1979年3月 - 1982年12月 |
| 刘复之校长 | 1983年2月 - 1984年12月 |
| 邹喻校长   | 1984年12月 - 1988年6月 |
| 江平校长   | 1988年6月 - 1990年2月  |
| 陈光中校长 | 1992年5月 - 1994年3月  |
| 杨永林校长 | 1994年3月 - 2001年9月  |
| 徐显明校长 | 2001年9月 - 2009年2月  |
| 黄进校长   | 2009年2月 - 2019年5月  |
| 马怀德校长 | 2019年5月 -            |

### 学院和一级教学单位
| 学院中文名称                    | 学院英文名称                                                                      | 下设专业（本科） | 下设专业（学术研究生） | 下设专业（专业研究生）                        |
| ------------------------------- | --------------------------------------------------------------------------------- | --- | --- | --------------------------------------------- |
| 法学院                          | The Law School                                                                    | 法学（法学人才培养模式改革实验班）、法学（北邮联合培养智慧法学实验班）、法学（学术精英人才培养实验班）、法学（双专业双学位班）、法学（第二学士班）        | 法学理论、法律史、宪法学与行政法学、军事法学、法与经济学、法律职业伦理、国家安全学                                                            | 法律（法学）                                  |
| 民商经济法学院                  | Civil, Commercial and Economic Law School                                         | 法学、法学（联培）、少数民族预科班 | 民商法学、诉讼法学、经济法学、环境与资源保护法学、知识产权法学、数据法学、社会法学                                                            | 法律（法学）、知识产权*                       |
| 国际法学院（涉外法治学院）      | The School of International Law                                                   | 法学、法学（联培）、法学（北京外国语大学联合培养涉外法治人才）、法学（涉外法治人才培养实验班）                                                            | 国际法学 | ——                                            |
| 刑事司法学院                    | School of Criminal Justice                                                        | 法学、侦查学 | 刑法学、诉讼法学 | ——                                            |
| 政治与公共管理学院              | School of Political Science and Public Administration                             | 政治学与行政学、国际政治、行政管理、公共事业管理 | 政治学理论、中外政治制度、国际政治、国际关系、中国政治、公共行政、全球学、外交学*、社会保障*、政府运行保障管理*、公共人力资源管理*、危机管理* | 国际事务*、公共管理*、行政管理*               |
| 商学院                          | The Business School                                                               | 金融工程（成思危现代金融菁英班）、经济学、工商管理、国际商务（涉外法商人才培养实验班）、信息与计算科学（成班辅修）、法学（经济学/金融工程双学士学位项目） | 政治经济学、经济史、西方经济学、世界经济、创新经济学、金融学*、产业经济学*、国际贸易学*、商业大数据分析*、会计学*、企业管理*、法商管理*       | 金融*、国际商务*、数字经济*、工商管理*、审计* |
| 人文学院                        | School of Humanities                                                              | 哲学（拔尖创新人才培养实验班）、汉语言文学、法学（哲学双学士学位项目）                                                                                    | 马克思主义哲学、中国哲学、外国哲学、逻辑学*、美学*、宗教学*、法学理论（法律逻辑）、法治文化、中国语言文学*、中国史*                           | 国际中文教育*、博物馆*                        |
| 法律学院                        | School of Juridical Science                                                       | —— | —— | 法律（非法学）                                |
| 外国语学院                      | School of Foreign Studies                                                         | 法学（西班牙语特色人才培养实验班）、英语（法律英语实验班）、翻译（法律翻译实验班）、德语（法律德语实验班）、法语（辅修）、法学（翻译双学士学位项目）      | 英语语言文学*、俄语语言文学*、法语语言文学*、德语语言文学*、外国语言学及应用语言学*                                                           | 翻译                                          |
| 国际教育学院/港澳台教育中心     | School of International Education                                                 | 汉语言 | —— | ——                                            |
| 科学技术教学部/法治信息管理学院 | The Department of Science and Technology/School of Information Management for Law | 信息管理与信息系统（北理联合培养数据法学实验班） | —— | ——                                            |
| 社会学院                        | School of Sociology                                                               | 社会学、社会工作、应用心理学 | 社会学*、基础心理学*、应用心理学*、犯罪心理学*、政治社会学                                                                                    | 社会工作*、应用心理*                          |
| 中欧法学院                      | China-EU School of Law                                                            | —— | 刑法学*、民商法学*、诉讼法学*、经济法学*、国际法学*、比较法学*                                                                                | ——                                            |
| 马克思主义学院                  | School of Marxism                                                                 | 思想政治教育 | 中共党史*、马克思主义基本原理、马克思主义发展史*、马克思主义中国化研究、国外马克思主义研究、思想政治教育、中国近现代史基本问题研究*           | ——                                            |
| 国际儒学院                      | International Confucian Academy                                                   | —— | 中国哲学、法治文化 | ——                                            |
| 光明新闻传播学院                | Guangming School of Journalism and Communication                                  | 新闻学、网络与新媒体 | 新闻学*、传播学*、政治传播学 | 新闻与传播*                                   |
| 纪检监察学院                    | School of Discipline Inspection and Supervision                                   | 法学（纪检监察实验班） | 纪检监察学 | ——                                            |

```
*：本专业仅有硕士点。
```

此外，学校的学院和一级教学单位还包括中央政法培训学院、继续教育学院（网络教育学院）、体育教学部、MBA教育中心、MPA教育中心、培训学院和位于海外的三所孔子学院等。

### 科研机构
| 机构名称                                   | 地位                                                 | 下设专业（学术研究生）                                         |
| ------------------------------------------ | ---------------------------------------------------- | -------------------------------------------------------------- |
| 习近平法治思想研究院                       | ——                                                   | 宪法学与行政法学（仅博士）                                     |
| 人权研究院（当代法治研究院）               | 国家高端智库培育单位、国家人权教育与培训基地         | 人权法学                                                       |
| 法律史学研究院                             | 教育部人文社会科学重点研究基地                       | 法律史（由法学院负责培养）                                     |
| 诉讼法学研究院                             | 教育部人文社会科学重点研究基地                       | 【不适用】                                                     |
| 证据科学教育部重点实验室（证据科学研究院） | 教育部重点实验室                                     | 证据法学、法律（非法学）*                                      |
| 数据法治实验室（数据法治研究院）           | 教育部哲学社会科学实验室                             | 数据法学（硕士由民商经济法学院负责培养，博士由研究院负责培养） |
| 法治政府研究院                             | 北京市哲学社会科学研究基地                           | 【不适用】                                                     |
| 司法文明协同创新中心                       | 协同创新中心（2011计划）                             | 诉讼法学（仅博士）                                             |
| 法律古籍整理研究所                         | 教育部全国高等院校古籍整理研究工作委员会直接联系单位 | 中国史*（由人文学院负责培养）                                  |
| 比较法学院（比较法学研究院）               | 其他在编科研机构                                     | 比较法学                                                       |
| 法与经济学研究院                           | 其他在编科研机构                                     | 法与经济学（由法学院负责培养）                                 |
| 法学教育研究与评估中心                     | 其他在编科研机构                                     | ——                                                             |
| 全球化与全球问题研究所                     | 其他在编科研机构                                     | 全球学（由政治与公共管理学院负责培养）                         |
| 涉外法治研究院                             | 其他在编科研机构                                     | ——                                                             |

- ：本专业仅有硕士点

除培养研究生，科研机构的学者也会为本科生开设相关主题课程供选修。

### 学术期刊
- 《政法论坛》
- 《比较法研究》
- 《中国政法大学学报》
- 《证据科学》
- 《行政法学研究》
- 《人权研究》

## 学校趣闻

### 北京“最高”学府
中国政法大学本科校区坐落于昌平区军都山下，军都山海拔为400至800米，最高峰海拔达1439.3米，而北京市的绝大多数高校都坐落于平原地区，因此，中国政法大学的学生笑称中国政法大学是北京的“最高学府”。